# Benja Krik

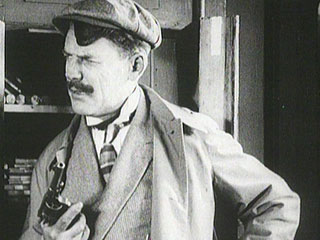
Jurij Sjumskij i rollen som Benja Krik.

Benja Krik (ryska: Беня Крик) är en sovjetisk stumfilm från 1926, regisserad av Vladimir Vilner. Handlingen är baserad på Isaak Babels Berättelser från Odessa. Babels karaktär, Benja Krik, anses i sin tur bygger på den lokale Robin Hood-figuren i Odessa, gangstern och senare revolutionären Misja Japonsjtjik. 

## Handling
Filmen berättar om Benja Krik-gängets äventyr i Odessa mot bakgrund av revolutionen.

## Rollista
- Jurij Sjumskij – Benja Krik
- Matvej Ljarov  – Mendel Krik
- Nikolaj Nademskij – Kolka Pakovskij
- Ivan Zamytjkovskij
- Sergej Minin